# 小曲園
小曲園（こまがりえん）は、山梨県南都留郡河口湖町（現・富士河口湖町）の河口湖畔にかつて存在したホテル。

## 概要
1952年（昭和27年）に開業。レストランも備え、眺望を生かした「宝石風呂」等で知られた老舗ホテルであったが、1989年（昭和64年／平成元年）に経営不振のため廃業。
斜面に沿って増築を繰返した建物は手つかずのまま放置され、老朽化が進んでいた。「心霊スポット」としても知られ、勝手に入り込む者などもおり、「廃墟と幽霊騒ぎは観光地のイメージダウンになる」として、附近の住民からは解体を要望する声が寄せられていた。
その後、所有者であった東京都の不動産会社が倒産したことから、2002年（平成14年）、河口湖町に無償で譲渡された。これは河口湖町が無償で譲渡を受ける代りに、町が解体を引き受けるというもので、町は新年度の予算に解体費用3000万円を計上し、公園として整備することとした。尚、当初は湖畔に面した食堂部分は、展望台として再利用することが検討されていた。
現在、跡地は「小曲展望広場」として整備されている。

## ギャラリー

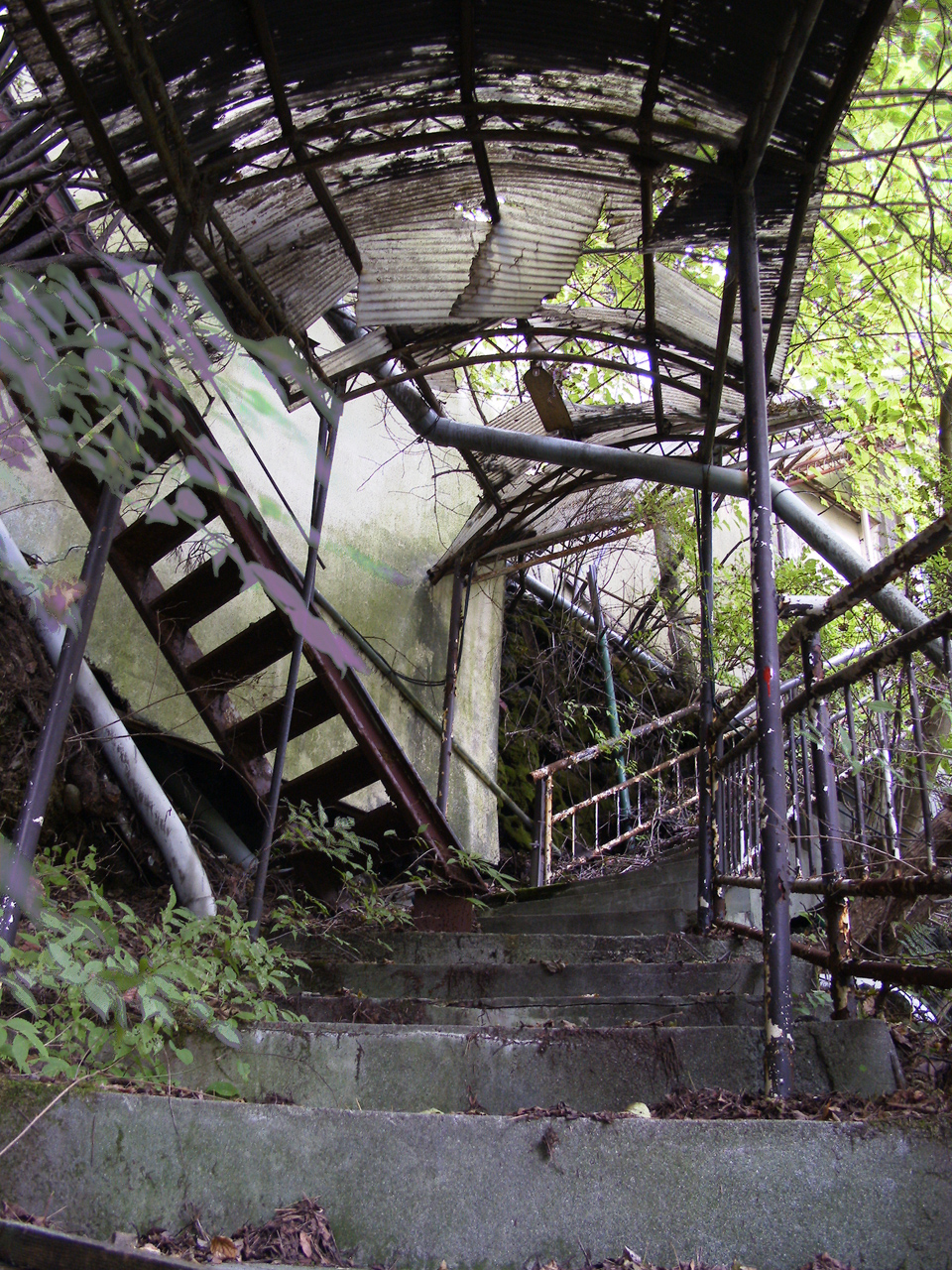
裏口
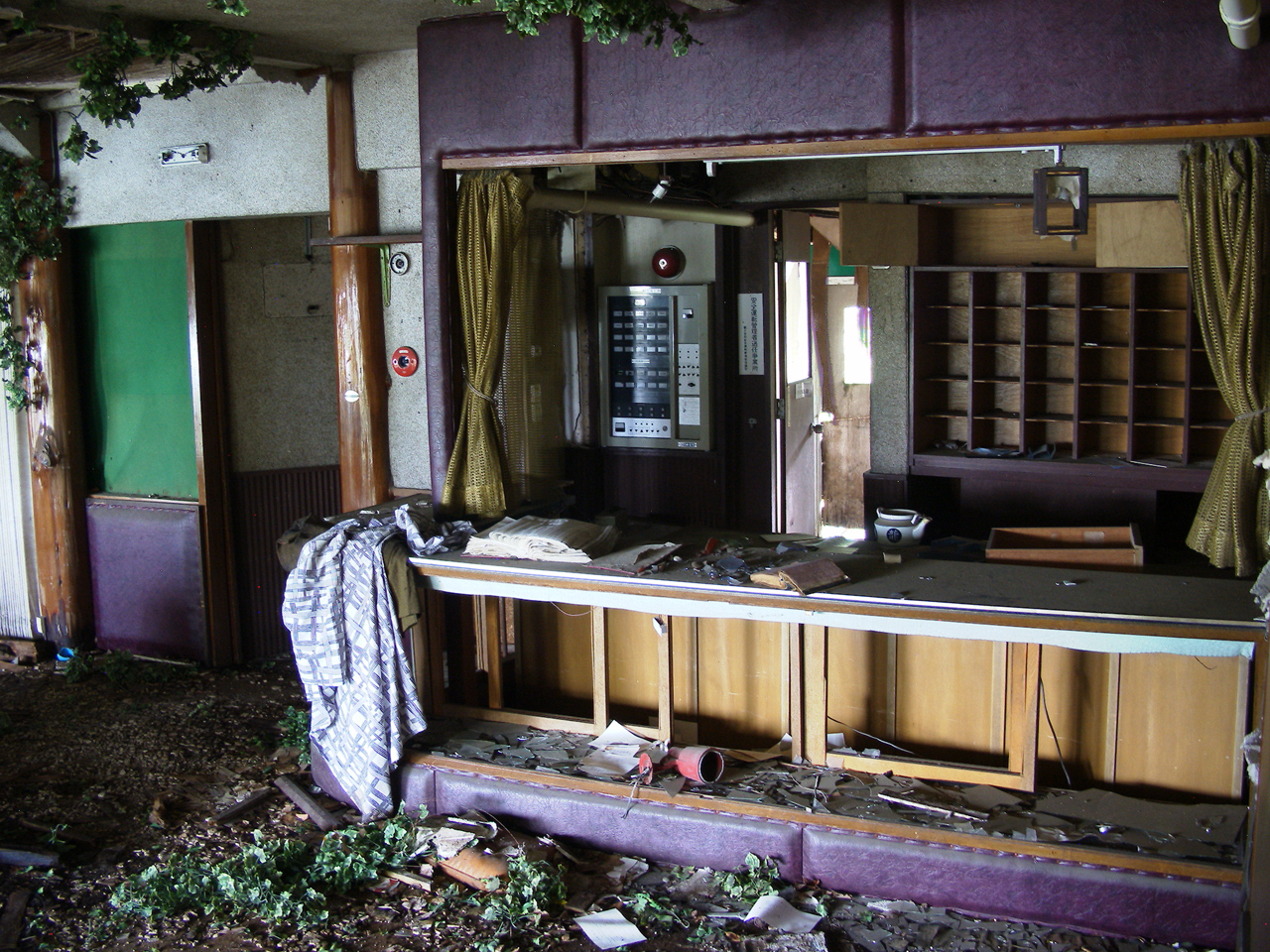
フロント受付
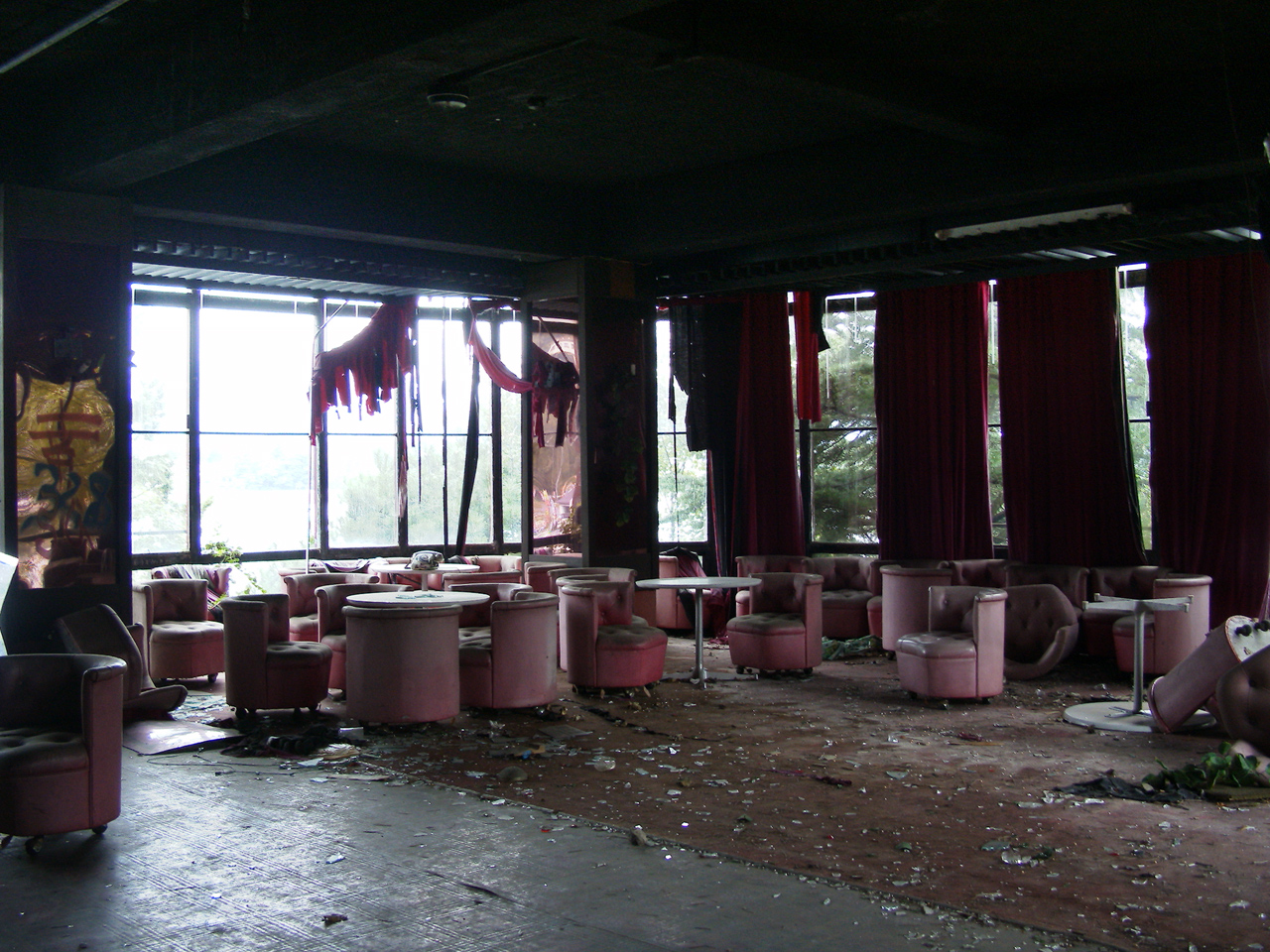
アバ
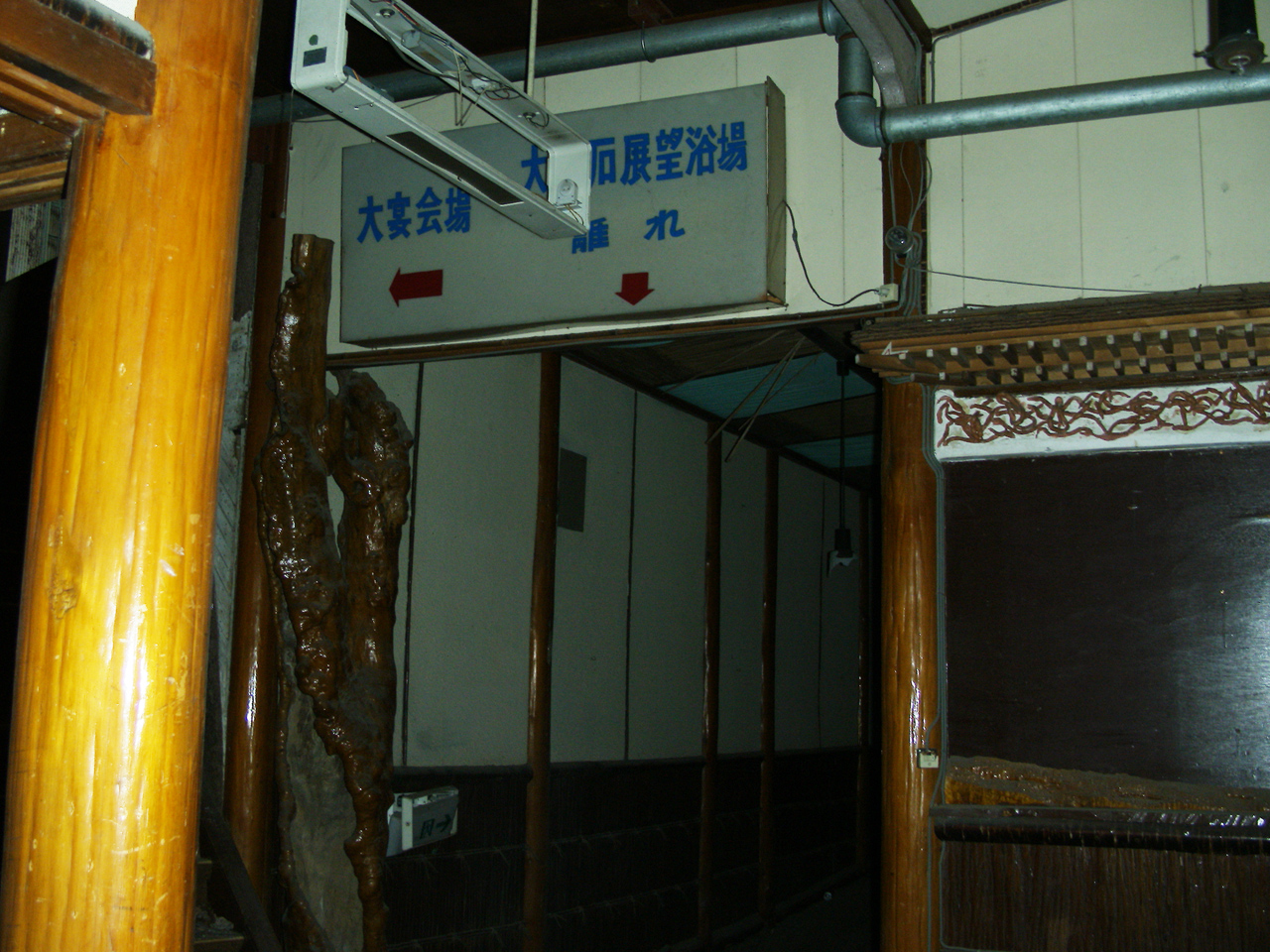
案内板
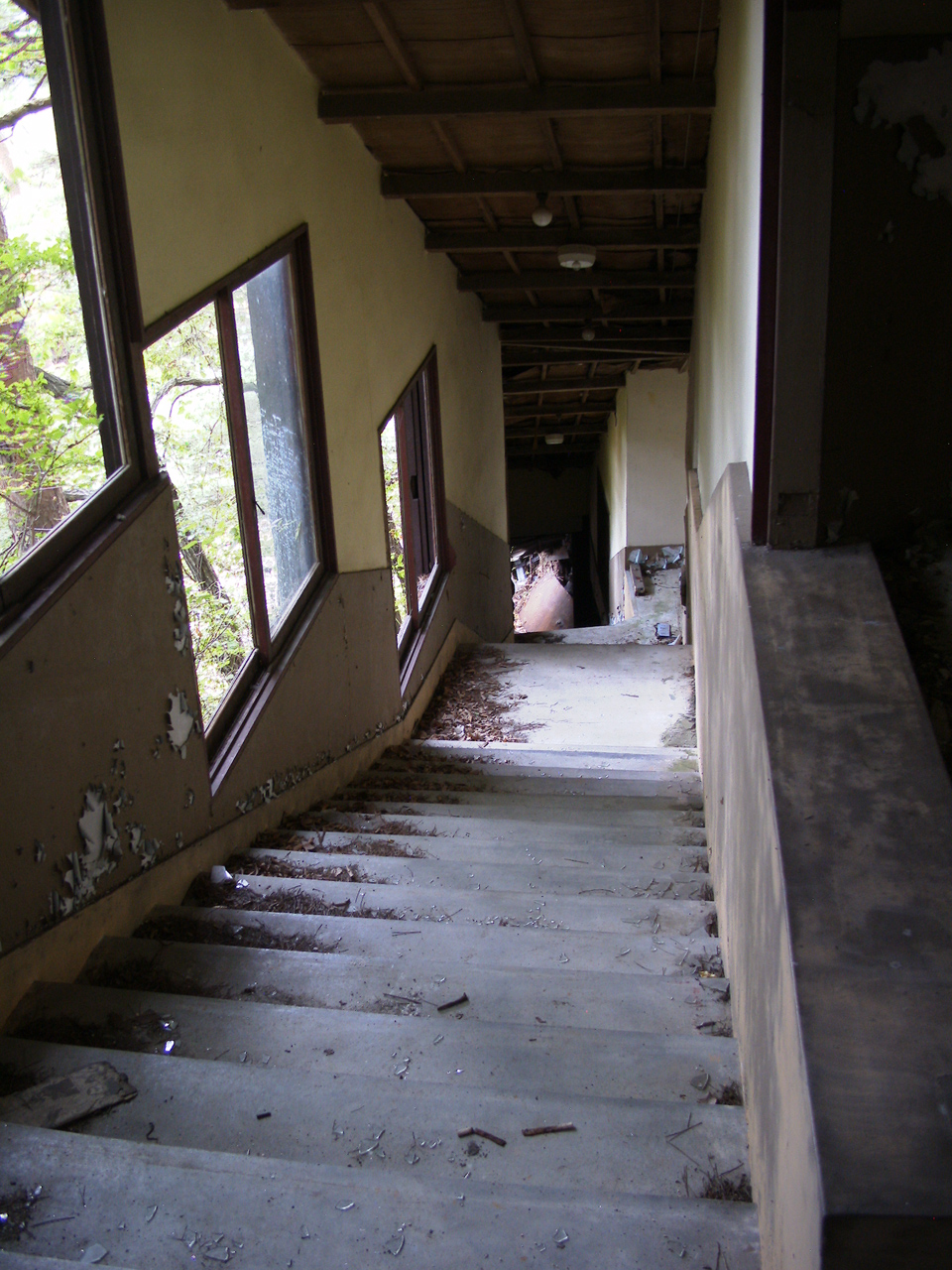
階段
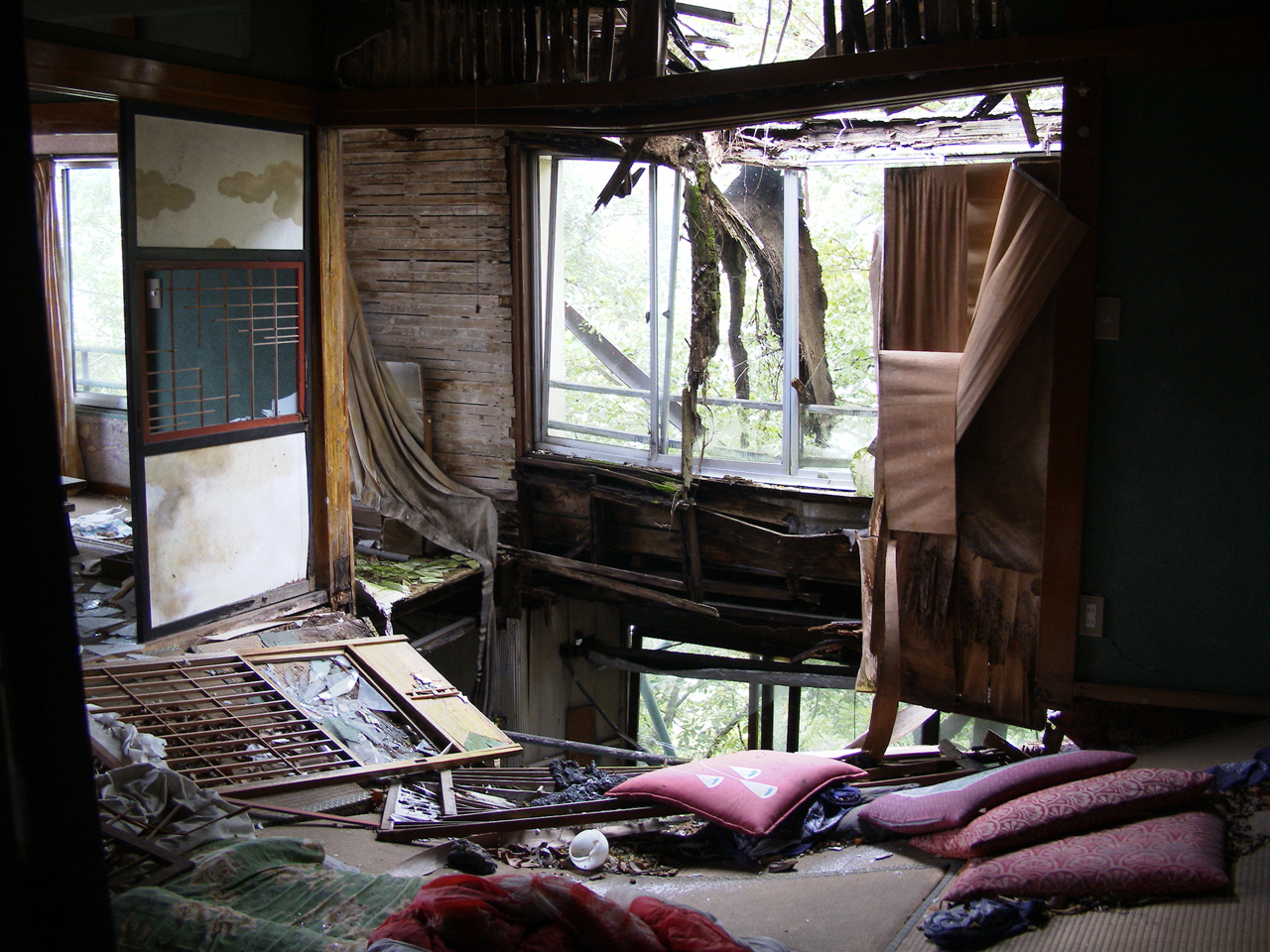
客室
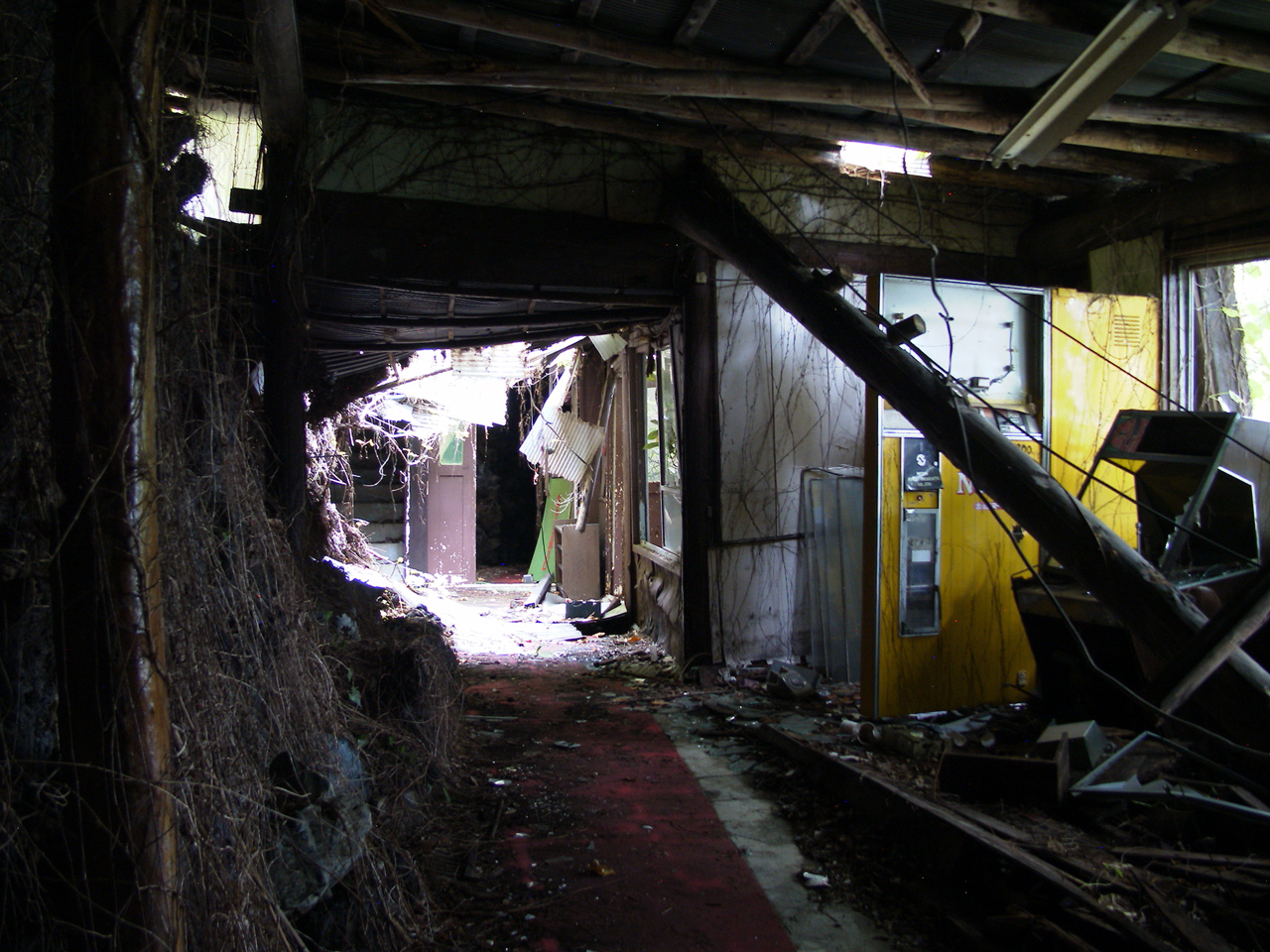
渡り廊下
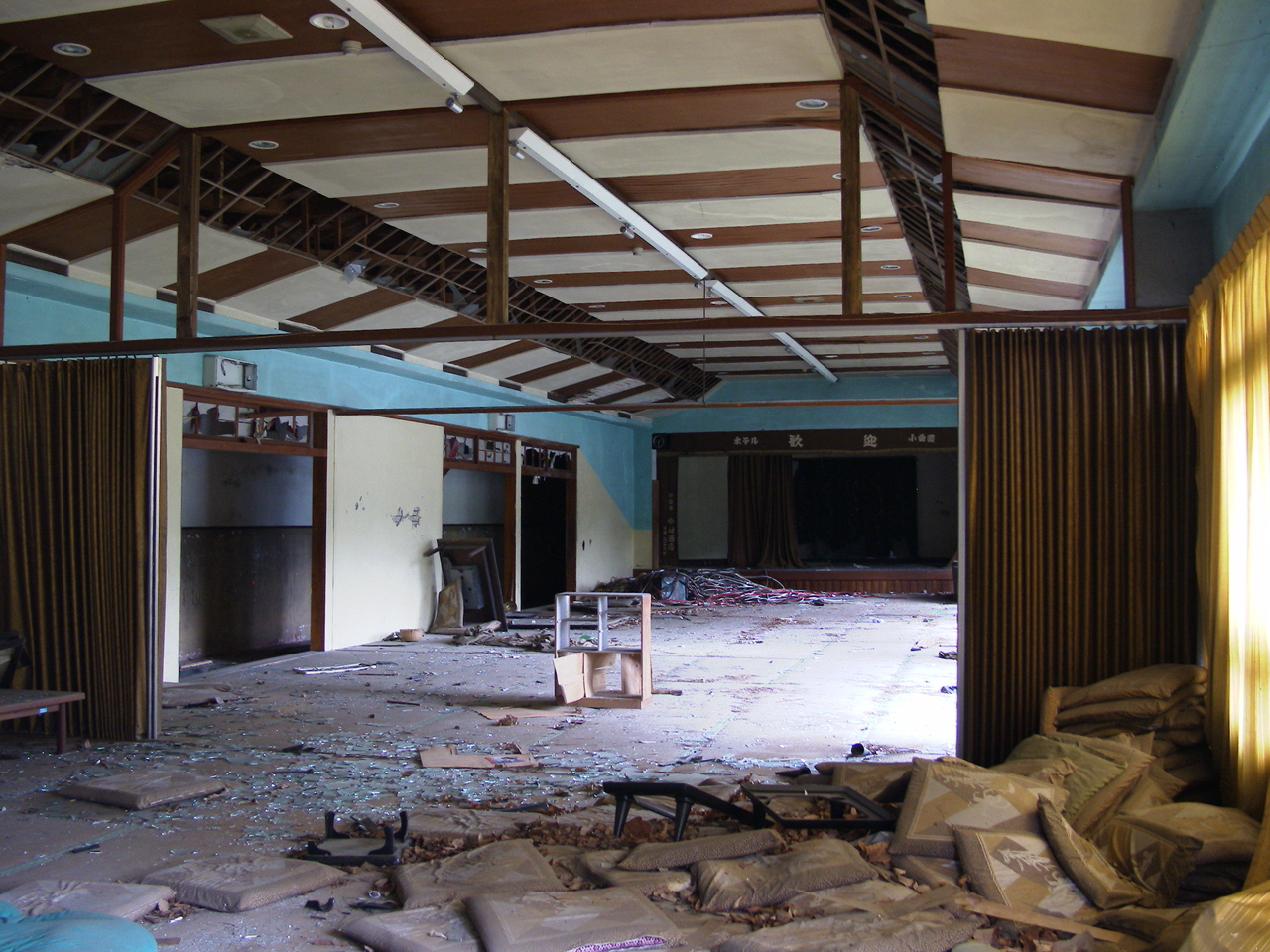
大宴会場
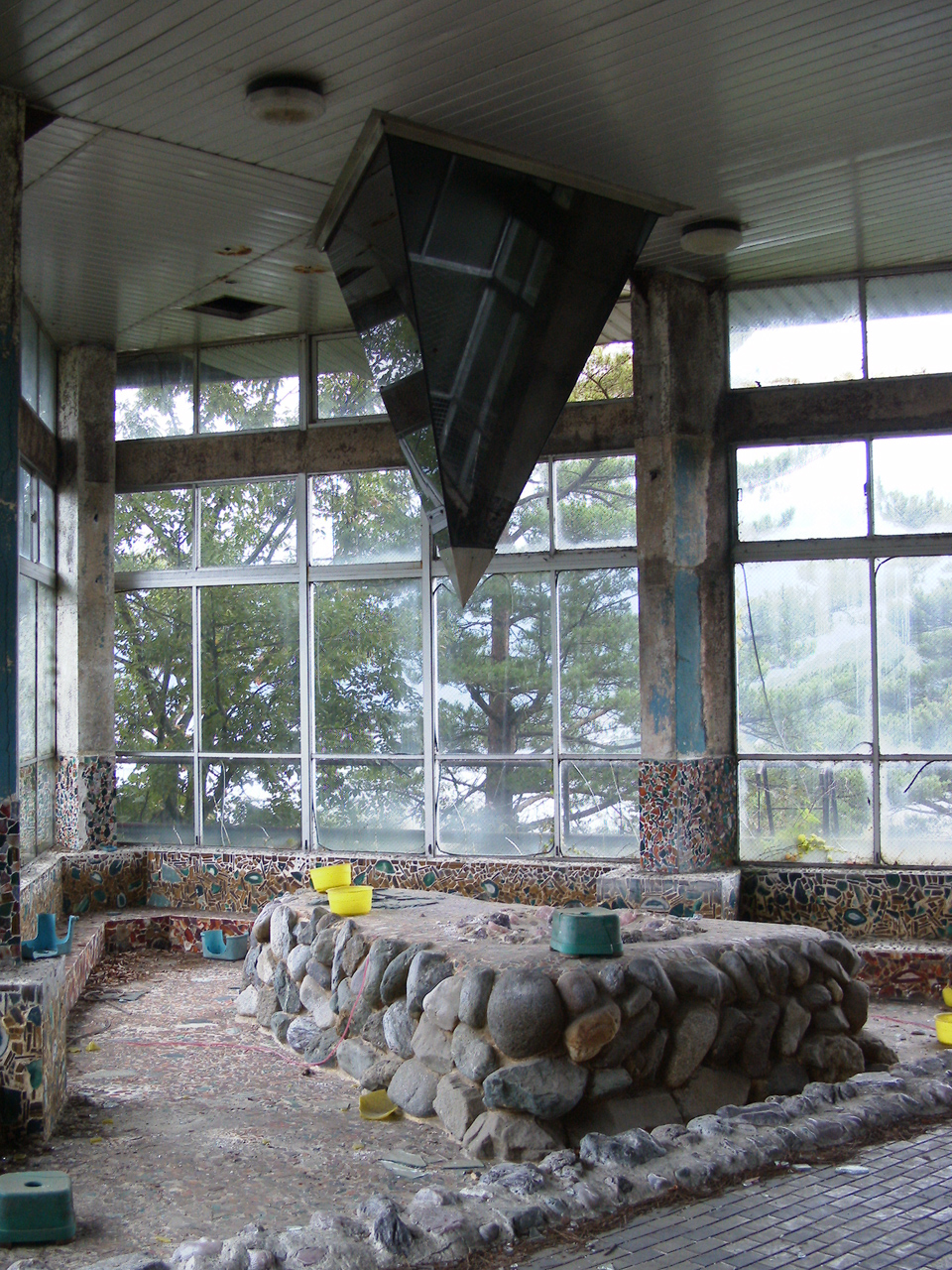
宝石風呂
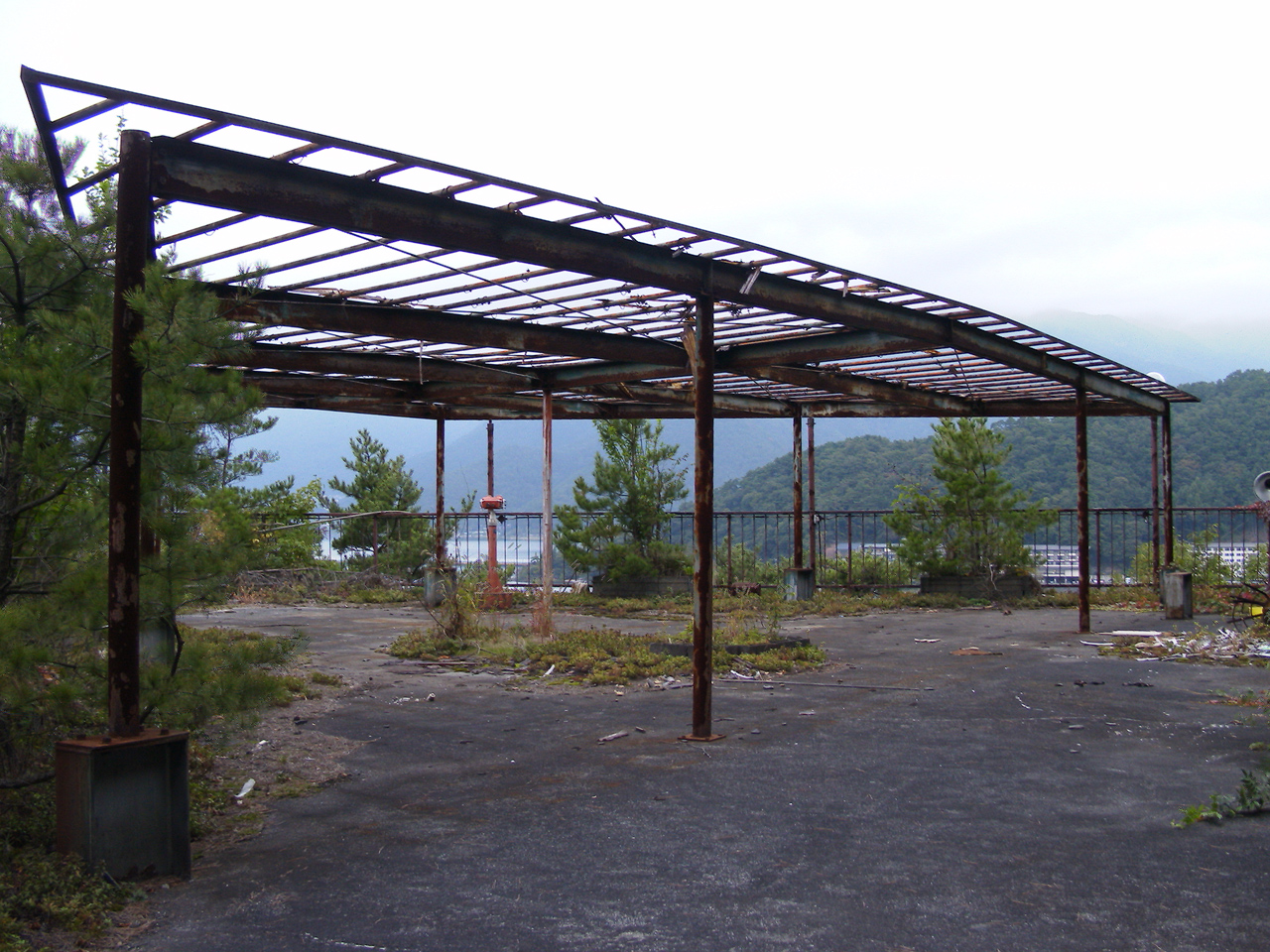
屋上
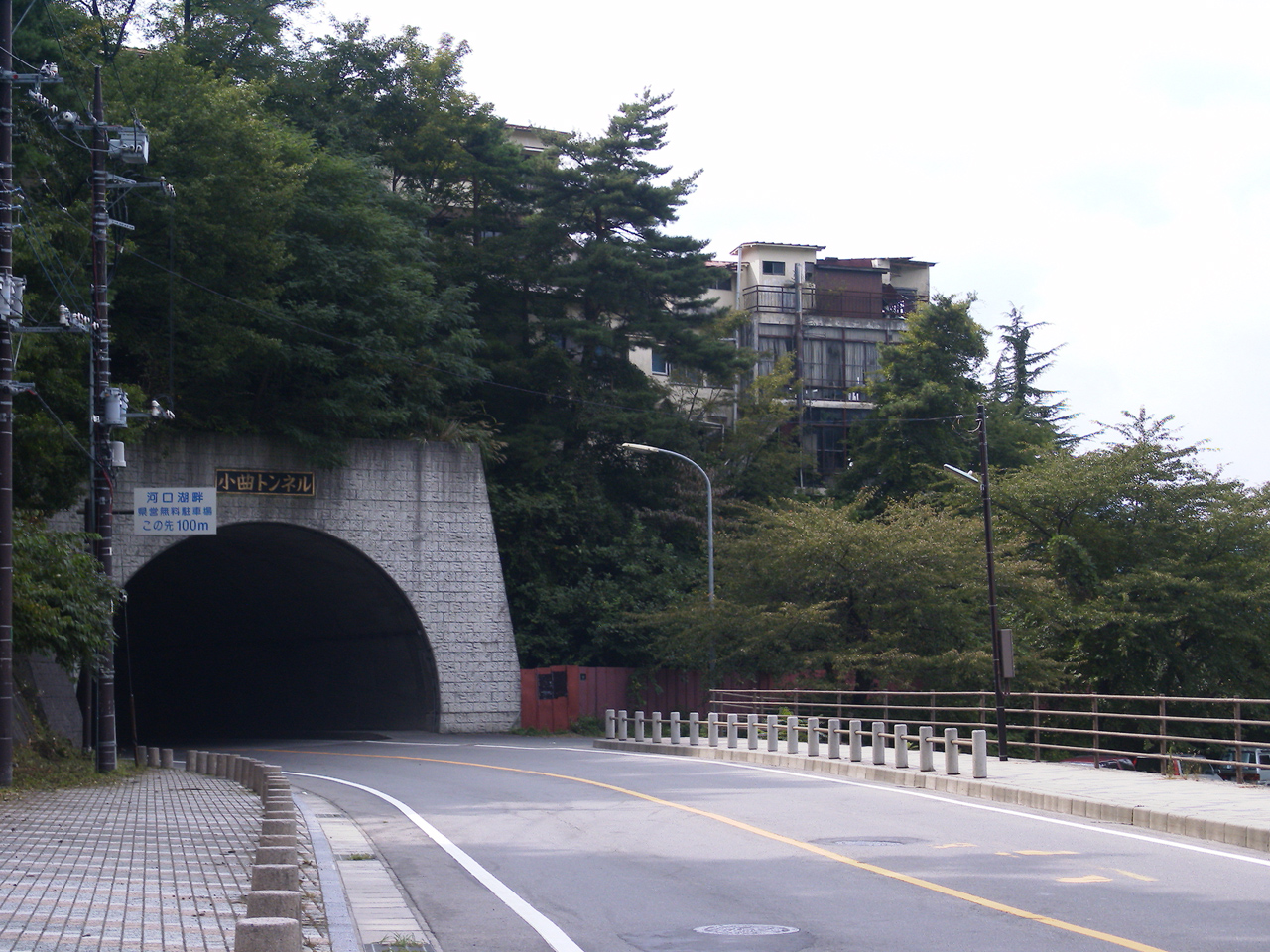
国道から
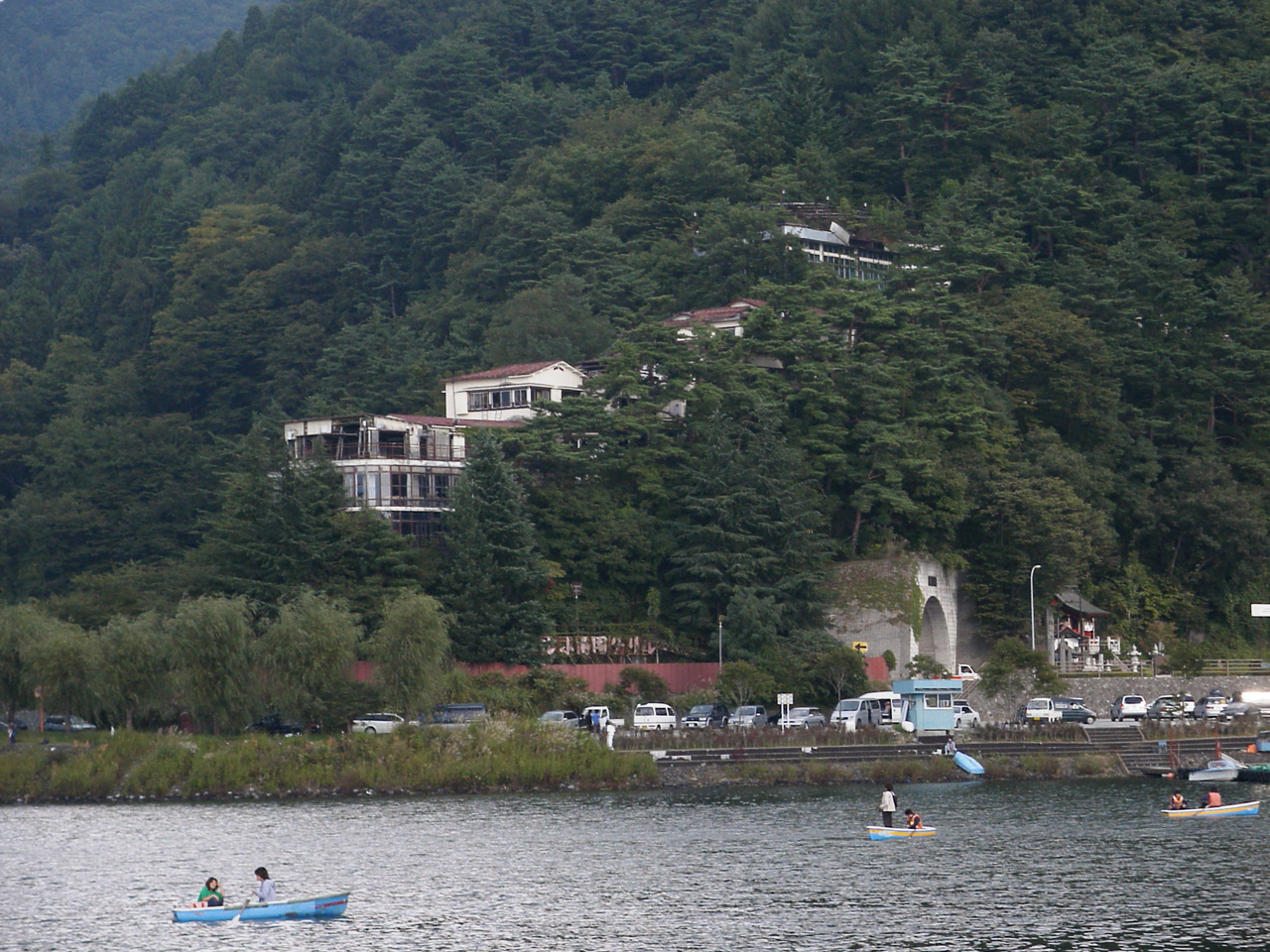
全景